# G.I.T.: Get It Together
G.I.T.: Get It Together è l'ottavo album in studio del gruppo musicale statunitense The Jackson 5, pubblicato il 12 settembre 1973.
L'album rappresentava una "reinvenzione" per i Jackson 5, che stavano cercando di superare la loro immagine adolescenziale precedente mentre la loro popolarità declinava. A questo punto, la maggior parte dei membri dei Jackson 5, e il loro manager/padre Joseph, si lamentava apertamente sulla direzione del gruppo, con il cantante principale Michael che diventava il più schietto. Il materiale su G.I.T., prodotto da Hal Davis, si orienta verso uno stile di soul progressivo orientato al funk, in contrasto con le origini bubblegum del gruppo, oltre che con gli elementi dell'incipiente genere disco.

## Tracce
1. Get It Together – 2:48 (Berry Gordy Jr, Don Fletcher, Hal Davis, Jerry Marcellino, Mel Larson)
2. Don't Say Goodbye Again – 3:24 (Leon Ware, Pam Sawyer)
3. Reflections (cover dell'omonimo brano di Diana Ross & The Supremes) – 2:58 (Brian Holland, Eddie Holland, Lamont Dozier)
4. Hum Along and Dance (cover dell'omonimo brano dei Temptations) – 8:37 (Barrett Strong, Norman Whitfield)
5. Mama I Gotta Brand New Thing (Don't Say No) – 7:11 (Norman Whitfield)
6. It's Too Late to Change the Time – 3:57 (Leon Ware, Pam Sawyer)
7. You Need Love Like I Do (Don't You) (cover dell'omonimo brano dei Gladys Knight & the Pips) – 3:45 (Barrett Strong, Norman Whitfield)
8. Dancing Machine – 3:27 (Dean Parks, Don Fletcher, Hal Davis)